# Karl Rathsack
Karl Rathsack (* 11. März 1899 in Lübeck; † 13. November 1989 in Hannover) war ein deutscher Agrikulturchemiker auf dem Gebiet der Pflanzenernährung.

## Leben
Karl Rathsack, Sohn eines Ingenieurs, studierte seit 1919 Chemie an der Universität Jena und promovierte dort 1924 mit einer Dissertation über eine neue Methode zur Bestimmung wurzellöslicher Nährstoffe im Boden. Anschließend arbeitete er für ein Jahr bei der Saatzuchtwirtschaft H. Strube in Schlanstedt, wo er Bodenuntersuchungen durchführte und Düngungspläne für züchterische Zwecke erstellte. Mehrere Monate war er als Betriebschemiker in einer Düngemittelfabrik tätig.
Seit 1926 arbeitete Rathsack als Assistent bzw. Oberassistent bei Kurt Opitz am Institut für Acker- und Pflanzenbau der Landwirtschaftlichen Hochschule Berlin. Dort beschäftigte er sich zunächst mit aktuellen Problemen der Düngung. Später galt sein wissenschaftliches Interesse den Kocheigenschaften der Kartoffel. Mit einer Publikation über den Speisewert der Kartoffel erhielt er 1935 die Venia legendi für das Fachgebiet Pflanzenernährung.
Von 1936 bis 1947 leitete Rathsack die Agrikulturchemische Abteilung der Bayerischen Stickstoffwerke in Berlin. November 1937 beantragte er die Aufnahme in die NSDAP und wurde rückwirkend zum 1. Mai desselben Jahres aufgenommen (Mitgliedsnummer 5.386.404). Von 1947 bis 1949 war er Geschäftsführer der Abteilung Acker- und Pflanzenbau der Deutschen Landwirtschafts-Gesellschaft in Ost-Berlin. 1949 übernahm er die Leitung der Landwirtschaftlichen Beratungsstelle der Süddeutschen Kalkstickstoffwerke in Hannover.
Von 1954 bis 1967 war Rathsack ordentlicher Professor für Pflanzenernährung an der Fakultät für Gartenbau und Landeskultur der Technischen Hochschule Hannover und Direktor des gleichnamigen Instituts. Im Mittelpunkt seiner Forschungsarbeiten standen hier Fragen über die Düngung gärtnerischer Kulturpflanzen. Besondere Aufmerksamkeit widmete er dabei den Topfpflanzen, bei denen der begrenzte Wurzelraum oft Ernährungsprobleme verursachte. Rathsacks Arbeiten über Langzeit-Dünger und über die Entwicklung von wurzelverträglichen Nährsalzmischungen haben die Düngungspraxis im Gartenbau nachhaltig beeinflusst. Die meisten seiner Publikationen sind in den Zeitschriften „Ernährung der Pflanze“, „Fortschritte der Landwirtschaft“, in den „Landwirtschaftlichen Jahrbüchern“, in der „Zeitschrift Bodenkunde und Pflanzenernährung“ und im Fachjournal „Gartenbauwissenschaft“ erschienen.

## Publikationen (Auswahl)
- Die Methode Neubauer zur Bestimmung wurzellöslicher Nährstoffe mit besonderer Berücksichtigung der Phosphorsäure und der Wasserstoffsäurekonzentration. Diss. phil. Jena 1924.
- Welche praktischen Erfolge erzielen wir mit den neueren Verfahren zur Bestimmung des Nährstoffbedürfnisses unserer Ackerböden? In: Fortschritte der Landwirtschaft. Jahrgang 5, 1930, S. 86–92.
- Der Speisewert der Kartoffel. Der Versuch einer objektiven Beurteilung auf Grund physikalischer und chemischer Untersuchungen. Verlagsgesellschaft für Ackerbau Berlin 1935.
- Über Umsetzungsprodukte des Zyanamids im Boden. In: Landwirtschaftliche Forschung. 6. Sonderheft, 1955, S. 116–130.